# اولدزموبیل ۸۸

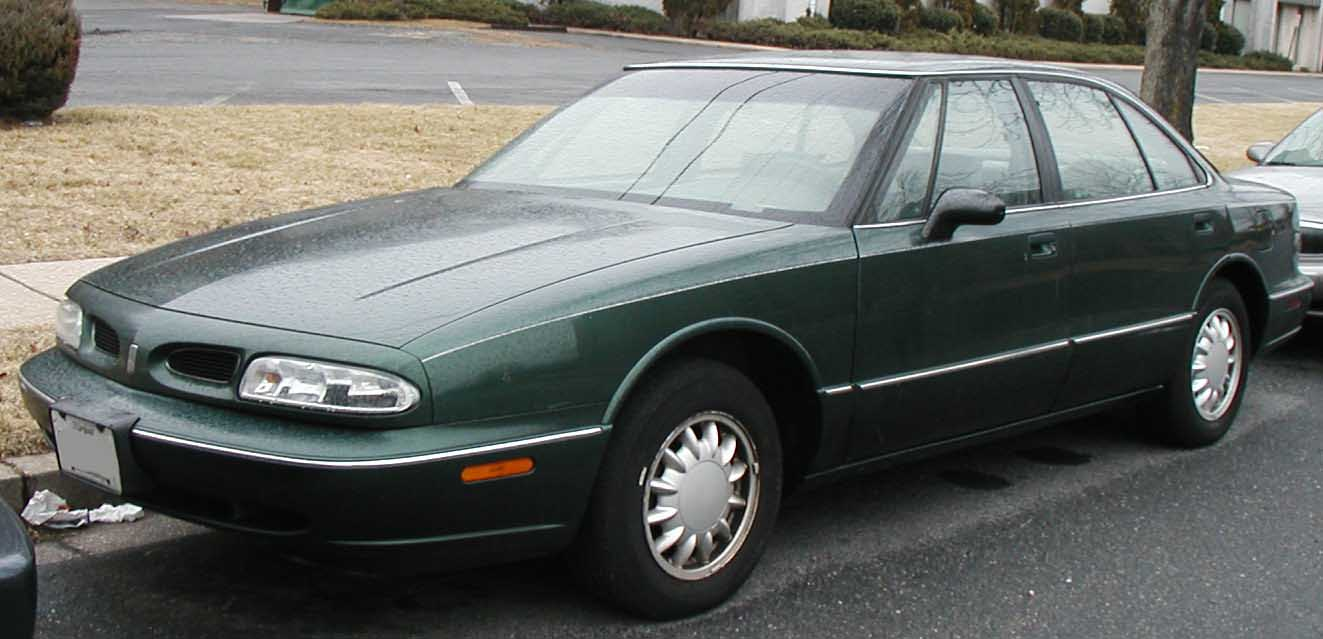

اولدزموبیل ۸۸ (Oldsmobile ۸۸) خودرویی است که در سال‌های ۱۹۴۹ تا ۱۹۹۹تولید شده‌است.
این خودرو در کلاس خودرو سایز بزرگ قرار گرفته، است.

## نگارخانه

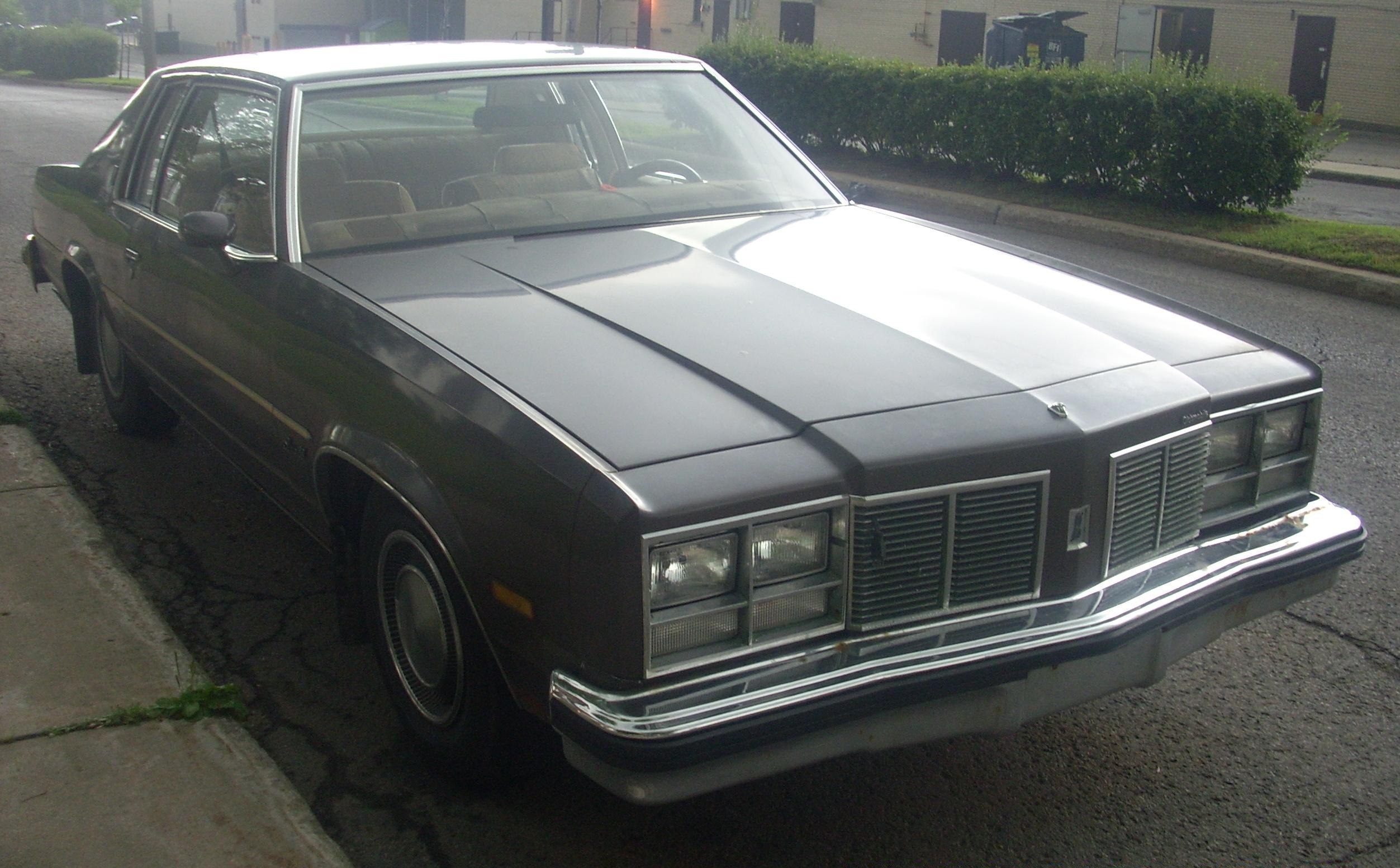
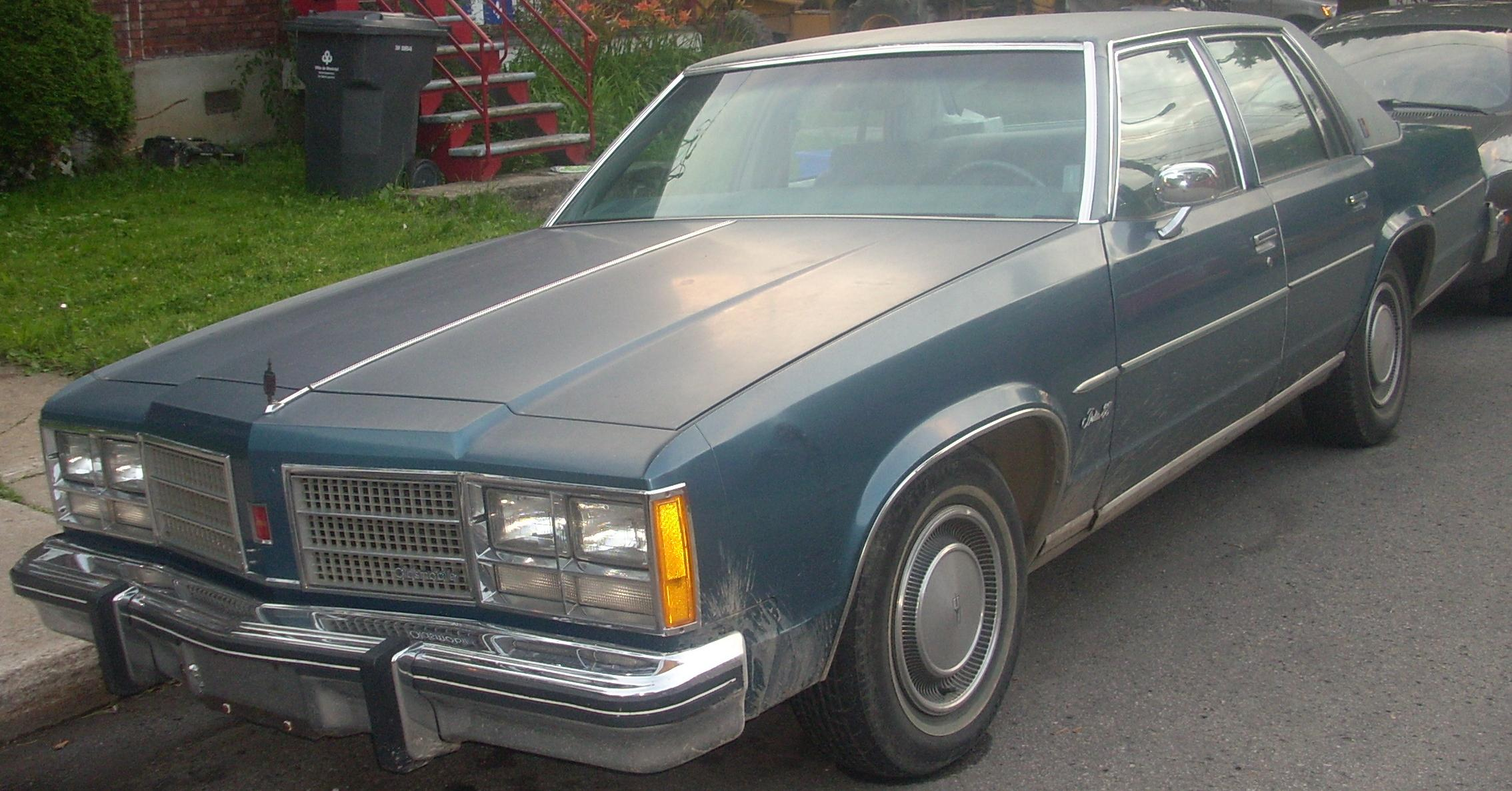
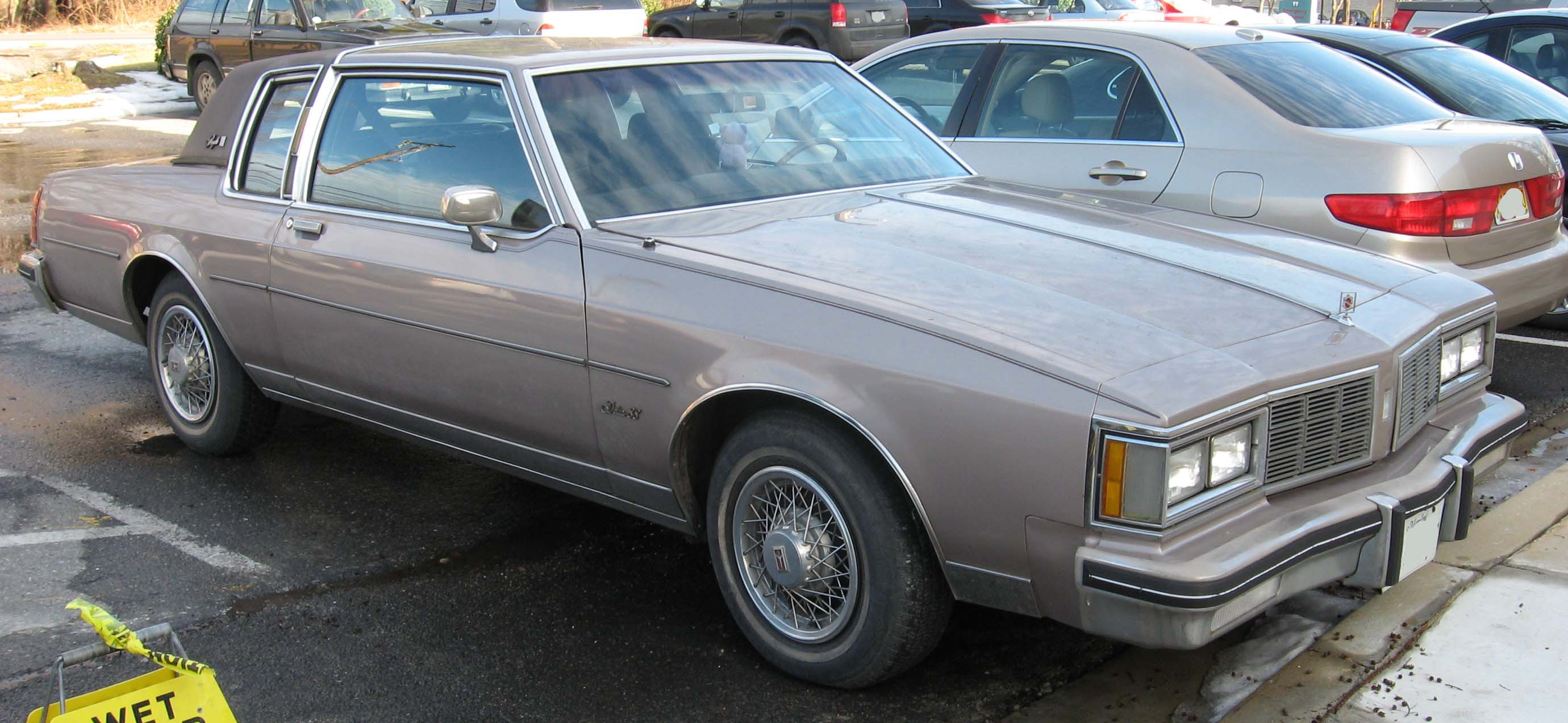
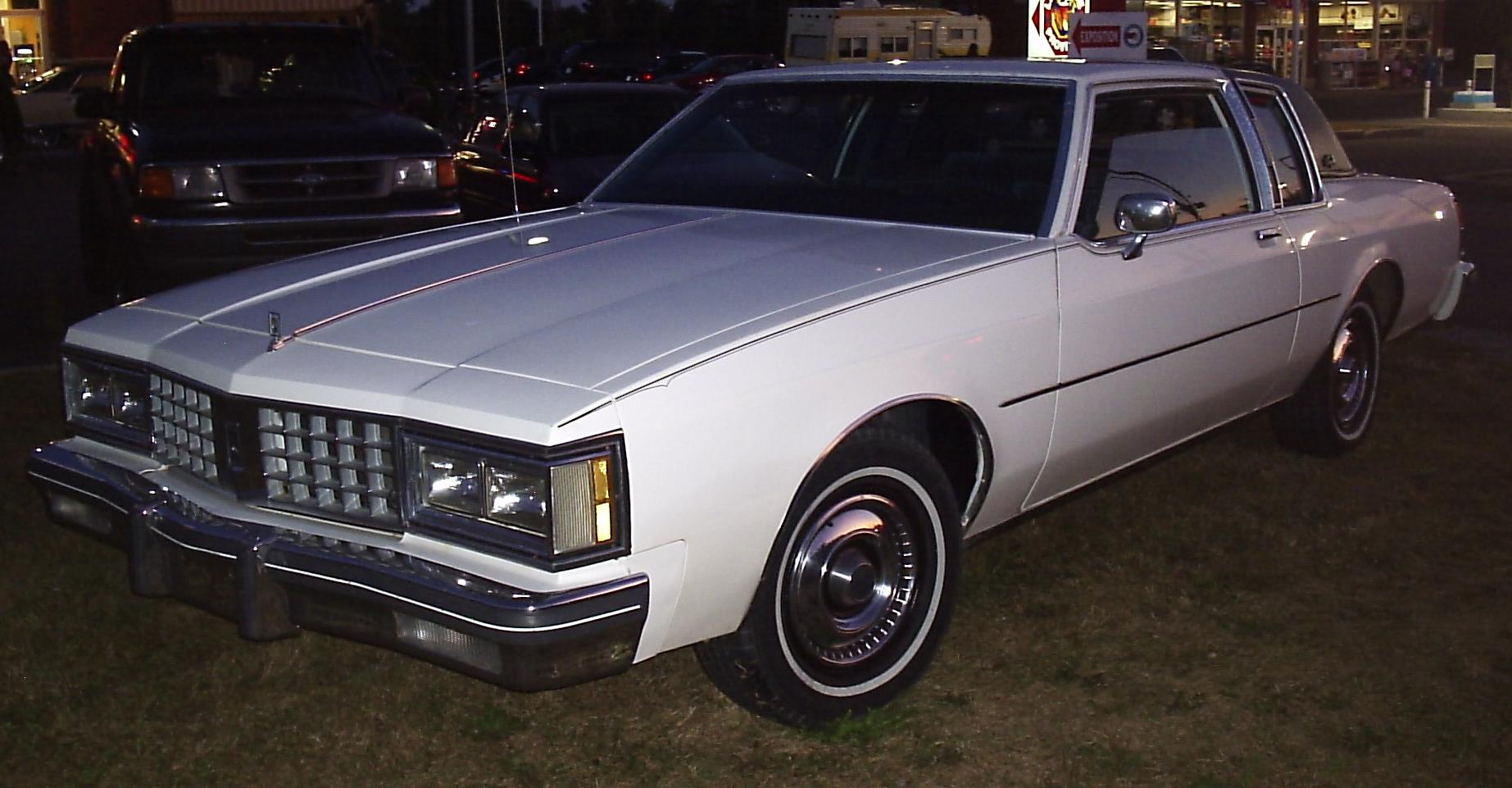